# Acmanthina albipuncta
Acmanthina albipuncta is een vlinder uit de familie van de bladrollers (Tortricidae). De wetenschappelijke naam van deze soort is voor het eerst voorgesteld door John Wesley Brown in een publicatie uit 2000.
De soort komt voor in Chili.